# Herència de caràcters adquirits
La transmissió dels caràcters adquirits és un dels mecanismes de l'herència per explicar la transmissió als seus descendents de certes modificacions adquirides pels éssers vius. L'epigenètica és la branca de la biologia que intenta identificar els mecanismes d'aquesta transmissió.

## Història del concepte
D'Aristòtil a Weismann, passant per Darwin, més o menys tots els naturalistes van creure en aquest tipus d'herència. Contràriament a una idea estesa, Lamarck ni va teoritzar sobre la transmissió dels caràcters adquirits, ni en va proposar el mecanisme o el nom. En realitat, i en efecte és un dels punts febles de la seva teoria del transformisme, no hi ha cap teoria de l'herència de Lamarck; és, per tant, erroni parlar d'una «herència lamarckiana».
En canvi, i sempre contràriament a les llegendes que tenen curs, Darwin parla de la transmissió dels caràcters adquirits a la seva obra L'origen de les espècies. Fins i tot, a la seva obra Les variacions dels animals i de les plantes sota l'efecte de la domesticació (1868), proposarà una teoria sobre aquesta transmissió amb el nom d'«hipòtesi de la pangènesi». Aquesta hipòtesi sembla inspirada de l'avançada per Maupertuis en el seu Système de la Nature  (Sistema de la Naturalesa) (1745), amb l'afegitó de la molt recent teoria cel·lular.
De fet, ni Lamarck ni Darwin no l'anomenen mai herència dels caràcters adquirits, simplement perquè aquesta noció no existia en la seva època sota aquesta forma. Hi ha doncs algun anacronisme al parlar-ne en aquests termes en la mesura que, en aquesta fórmula, la distinció entre caràcters innats i experiència pressuposa la seva oposició, i aquesta no va arribar a ser concebuda fins a finals del segle xix per Weismann amb la seva teoria del plasma germinatiu. La famosa «herència lamarckiana» i l'oposició de Lamarck i Darwin sobre aquest punt són llegendes, nascudes al final del segle xix, de la baralla entre Weismann i els neolamarckians.
La teoria de l'herència dels caràcters adquirits va ser considerada com a errònia per August Weismann. En resposta als neolamarckians, que sostenien el contrari, va mostrar que les mutacions no eren transmeses. D'aquest fet se'n va deduir de manera abusiva que cap caràcter adquirit no es podia transmetre, ja que una mutació no pot ser comparada a una adquisició per l'organisme de funcions noves, com proposava sobretot Lamarck. No es pot provar amb certesa la impossibilitat d'una herència de caràcters adquirits; a aquest sentit, al començament del segle xx, han estat portades a terme diverses investigacions, sobretot per Paul Kammerer.
D'una manera més general, més que l'herència d'un determinat caràcter adquirit, és la continuïtat d'un procés físic a través de les generacions que ha estat llençada pel darwinisme i, sobretot, per la genètica, i és amb ella que Weismann ha reemplaçat la continuïtat del plasma germinatiu, que al segle XX esdevindrà el genoma. La continuïtat d'una substància és més fàcil de concebre que la continuïtat d'un procés físic. És, sens dubte, la principal raó per adoptar les idees de Weismann en aquesta qüestió.

## Mecanismes de transmissió considerats
L'epigenètica posa en evidència mecanismes que fan possible la transmissió dels caràcters adquirits. Encara calen moltes investigacions en el camp de l'epigenètica per tal d'establir la importància relativa del fenomen en l'evolució. Constituiria un avenç important dins la teoria de la síntesi moderna de l'evolució el fet que una variació epigenètica hereditària estesa per les poblacions naturals i jugui un paper important en la variabilitat fenotípica i el valor adaptatiu dels individus d'aquestes poblacions.

## Proves experimentals
Un avenç molt importat han estat els experiments amb animals que el genetista Joseph H Nadeau va publicar l'any 2009, on es demostrava que els caràcters adquirits es podien heretar.
Nadeau va estudiar més de 100 característiques bioquímiques, fisiològiques i de conducta relacionades amb canvis epigenètics. Va observar que alguns dels canvis en aquestes característiques es transmetien al llarg del quatre generacions. Els gens poden estar coberts de molècules reguladores, com els grups metils, que poden disminuir o incrementar la traducció del gen en proteïnes. El grau de metilació d'un gen pot estar afectat per factors de l'entorn. Per exemple, s'ha descrit que en les rates, el grau d'atenció materna durant els sis primers dies de vida produeix variacions en els patrons de metilació en algunes regions de l'ADN, produint canvis en l'expressió futura dels gents afectats. En les cèl·lules germinals, la quantitat d'aquestes molècules reguladores que hi ha en un gen poden passar d'una generació a la següent. Anys abans, el grup de Michael J. Meaney ja havien demostrat que existia una transmissió entre generacions de rates de la conducta maternal i de la resposta a l'estrès. Un altre exemple és l'estudi publicat el 2010 pel grup Australià de Morris i Owens. Van observar que si s'alimentava a ratolins mascle amb una dieta rica en greixos, s'incrementava el risc de diabetis en les femelles de la seva descendència. En creuar aquests ratolins amb femelles que van seguir una dieta normal, la descendència, encara que en el moment del naixement va mostrar un pes i índex de greix corporal normal, van desenvolupar diabetis en edat adulta tot i sotmetre's a una dieta equilibrada. Segons els autors, era la primera vegada que s'informava en mamífers de la transmissió no genètica del pare als fills de les seqüeles metabòliques d'una dieta amb alt contingut de lípids.